# NGC 3446
NGC 3446 is een open sterrenhoop in het sterrenbeeld Zeilen. Het hemelobject werd op 15 maart 1836 ontdekt door de Britse astronoom John Herschel.

## Synoniemen
- ESO 264-SC45